# Jürgen Rausch
Jürgen Rausch (* 12. September 1961 in Bad Waldsee, Oberschwaben) ist ein deutscher  Bildungs- und Sozialwissenschaftler, er ist Vorstandsvorsitzender des SAK Lörrach.

## Leben und Wirken
Nach seiner Schulausbildung Bad Waldsee wurde er Beamter bei der Bundespolizei mit Sonderaufgaben in der Sportförderung (1982–1992; mit nationalen und internationalen Erfolgen als Motorrad- und später als Radrennfahrer). Einer Tätigkeit im Berufsförderungswerk Eckert folgte eine Ausbildung für den staatlichen Schuldienst in Bayreuth und die Tätigkeiten an Primar- und Sekundarschulen in Bayern und der Nordwestschweiz (1994–2005) mit Zusatzausbildung in der Montessori-Pädagogik sowie einem begleitenden Masterstudium in Sozialmanagement an der Evangelischen Hochschule Freiburg (EHF) mit Abschluss M.A.
Als Assistent der Geschäftsleitung war er in einem schweizerischen Unternehmen verantwortlich für die Reorganisation von Produktionsbereichen und für die Einführung eines Prozessmanagements sowie das Qualitätsmanagement. Als Doktorand bei Martin Schreiner an der Stiftungsuniversität Hildesheim forschte Jürgen Rausch mit einer explorativen Studie zur Wechselbeziehung von Bildungsverständnis und Schulmanagement an evangelischen Schulen mit Promotion am FB Evangelische Theologie zum Dr. phil. 2009. Unter anderem generierte er ein integratives Managementmodell für (Evangelische) Schulen auf der Basis des Neuen St. Galler Management-Modells.
Anschließend folgte eine Dozententätigkeit an der Evangelischen Hochschule Freiburg – zuletzt als Leiter des Studiengangs für Sozialmanagement.
Seit 2012 ist Jürgen Rausch Vorstandsvorsitzender des SAK Lörrach e. V. und dessen Tochtergesellschaften; er ist als Lehrbeauftragter in der Hochschullehre tätig und engagiert sich in verschiedenen Bundesverbänden und Fachausschüssen für Bildungsthemen und das Management der Sozialen Arbeit.
Im Februar 2018 wurde Jürgen Rausch als Nachfolger von Armin Schuster zum Kreisvorsitzenden der CDU Lörrach gewählt.

## Publikationen (Auswahl)
Monografien
- Handreichungen zur Schulkindbetreuung/Schulassistenz. Band 3: Organisation (zus. mit Harald Valachovic). Borsdorf: Winterwork 2014.
- Wegleitung für die schulpraktische Unterweisung in den Religionsunterricht (zus. mit Sven Howoldt, Wilhelm Schwendemann, Andrea Ziegler). Borsdorf: Winterwork. 2014.
- Handreichungen zur Schulkindbetreuung/Schulassistenz. Band 2: Praxis (zus. mit Christine Cramer, Anna Hummelbrumm, Birgitt Kiefer, Cornelia Müller). Borsdorf: Winterwork. 2013.
- Handreichungen zur Schulkindbetreuung/Schulassistenz. Band 1: Grundlegungen. Borsdorf: Winterwork. 2013.
- Qualität erleben. Der Religionsunterricht im Spiegel von Qualitätsmanagementsystemen (zus. mit Wilhelm Schwendemann und Sven Howoldt). Schriftenreihe der Evangelischen Hochschule Freiburg. Band 18. Berlin: LIT Verlag. 2013.
- Jugendhilfe in der Kooperation mit der Ganztagsschule. Eine explorative Studie zum Strategieverständnis der Jugendhilfe im Wandel von Schule (zus. mit Stefan Berndt). Wiesbaden: VS-Verlag. 2012.
- Schule führen im Spannungsfeld von Stabilisierung und Veränderung. Wiesbaden: VS-Verlag. 2009.
- Leben, lernen, Schule machen. Handlungsanweisungen und ökonomische Überlegungen für eine gute Schule. Aachen: Shaker. 2005.

Herausgeberschaft 
- Gesellschaft in Verantwortung, Perspektiven auf eine digitale Zukunft (Hg. zus. Mit Markus Heubes); Edition Winterwork, Borsdorf 2020, ISBN 978-3-96014-771-8
- Jugendarbeit in der Perspektive einer europäischen Zivilgesellschaft (Hrsg. zus. mit Eric Bintz u. a.  Beiträge von Gudrun Heute-Bluhm, Marion Dammann und Manfred G. Raupp). Lörrach International 2013, ISBN 978-3-945046-01-2.
- Evangelische Hochschulschriften Freiburg (zus. mit Wilhelm Schwendemann, Dirk Oesselmann, Kerstin Lammer): Band 1: Auch wenn die Welt manchmal wild aussieht. Frederic Vobbe. Göttingen: V&R Unipress. 2012.
- VS-Research: Management-Bildung-Ethik (zus. mit Hans Hoch, Björn Kraus, Günter Rausch, Wilhelm Schwendemann, Bernd Seibel); darin: Ahlrichs, Rolf: Unternehmensführung zwischen sozialer Verantwortung und ökonomischer Vernunft. Wiesbaden: VS-Verlag. 2012.
- VS-Research: Management-Bildung-Ethik (zus. mit Hans Hoch, Björn Kraus, Günter Rausch, Wilhelm Schwendemann, Bernd Seibel); darin: Glöckler, Ulrich/Maul, Gisela: Ressourcenorientierte Führung als Bildungsprozess. Systemisches Denken und Councelling-Methoden im Alltag humaner Mitarbeiterführung. Wiesbaden: VS-Verlag. 2010.
- VS-Research: Management-Bildung-Ethik (zus. mit Hans Hoch, Björn Kraus, Günter Rausch, Wilhelm Schwendemann, Bernd Seibel); darin: Schule führen im Spannungsfeld von Stabilisierung und Veränderung. Wiesbaden: VS-Verlag. 2009.
- Vier Generationen nach Auschwitz – Wie ist Erinnerungslernen heute noch möglich? (zus. mit Wilhelm Schwendemann, Reinhold Boschki, Vera Schäfer, Georg Wagensommer). Berlin: LIT-Verlag. 2008.
- VS-Research: Management-Bildung-Ethik (zus. mit Hans Hoch, Björn Kraus, Günter Rausch, Wilhelm Schwendemann, Bernd Seibel); darin: Volkert, Werner: Die Kindertagesstätte als Bildungseinrichtung. Neue Konzepte zur Professionalisierung in der Pädagogik der frühen Kindheit. Wiesbaden: VS-Verlag. 2008.
- Ethik, Management, Schule. 1. Internationalen Oberrheinsymposium (zus. mit Wilhelm Schwendemann). Münster: Waxmann. 2008.
- Zusammen mit Wilhelm Schwendemann, Karin Hagen und Andrea Ziegler: Einführung in die Religionsdidaktik; Calwer Verlag Stuttgart 2023 2. Auflage ISBN 978-3-7668-4580-1

## Mitgliedschaften
- Wissenschaftlicher Arbeitskreis Evangelische Schule der EKD, Barbara-Schadeberg-Stiftung und Comenius-Institut (OKR´in Dr. Uta Hallwirth)
- Internationaler Verband für christliche Erziehung und Bildung (IACE)
- Archiv der Zukunft
- Deutsche Martin Buber Gesellschaft
- BAS – Bundesarbeitsgemeinschaft Sozialwirtschaft/Sozialmanagement (Prof. Dr. Herbert Bassarak)
- Schweizerische Gesellschaft für Bildungsforschung